# Pteromalus bifoveolatus
Pteromalus bifoveolatus är en stekelart som beskrevs av Förster 1861. Pteromalus bifoveolatus ingår i släktet Pteromalus, och familjen puppglanssteklar. Arten är reproducerande i Sverige.